# Милосердні Сестри Успіння
Милосердні Сестри Успіння — католицька жіноча конгрегація. що заснована у 1993 році в Італії при формалізованому поділі Малих сестер Успіння.